# Pseudamiops phasma
Pseudamiops phasma is een straalvinnige vissensoort uit de familie van kardinaalbaarzen (Apogonidae). De wetenschappelijke naam van de soort is voor het eerst geldig gepubliceerd in 2001 door de Amerikaanse ichtytoloog John Ernest Randall.